# Super Bowl X
Super Bowl X var den tiende udgave af Super Bowl, finalen i den amerikanske football-liga NFL. Kampen blev spillet 18. januar 1976 på Orange Bowl i Miami og stod mellem Pittsburgh Steelers og Dallas Cowboys. Steelers vandt 21-17, og tog dermed den anden Super Bowl-sejr i holdets historie.
Kampens MVP (mest værdifulde spiller) blev Steelers wide receiver Lynn Swann.
| NFL | Spire Denne artikel om NFL er en spire som bør udbygges. Du er velkommen til at hjælpe Wikipedia ved at udvide den. |